# Sinuciderea în Coreea de Sud
Rata sinuciderii în Coreea de Sud este a 10-a cea mai mare din lume potrivit Organizației Mondiale a Sănătății, precum și a doua cea mai mare rată a sinuciderii din cadrul OECD după Lituania. În 2012, sinuciderea era a patra cea mai mare cauză a decesului între sud-coreeni.